# Wikipedia tiếng Anh
Wikipedia tiếng Anh (tiếng Anh: English Wikipedia) là phiên bản tiếng Anh của dự án Wikipedia. Được thành lập vào ngày 15 tháng 1 năm 2001 và đạt 5.000.000 bài viết tính đến tháng 11 năm 2015, hiện tại Wikipedia tiếng Anh đã trở thành phiên bản Wikipedia đầu tiên và lớn nhất với 6.000.000 bài viết tính đến tháng 4 năm 2020, đến năm 2020, khoảng 11% số lượng bài viết trên tất cả các Wikipedia thuộc về Wikipedia tiếng Anh, nhưng ưu thế này cũng dần giảm bớt kể từ giữa năm 2003, khi các dự án Wikipedia khác phát triển.

## Thành viên và người sửa đổi

Tỉ lệ người đóng góp cho Wikipedia tiếng Anh theo quốc gia
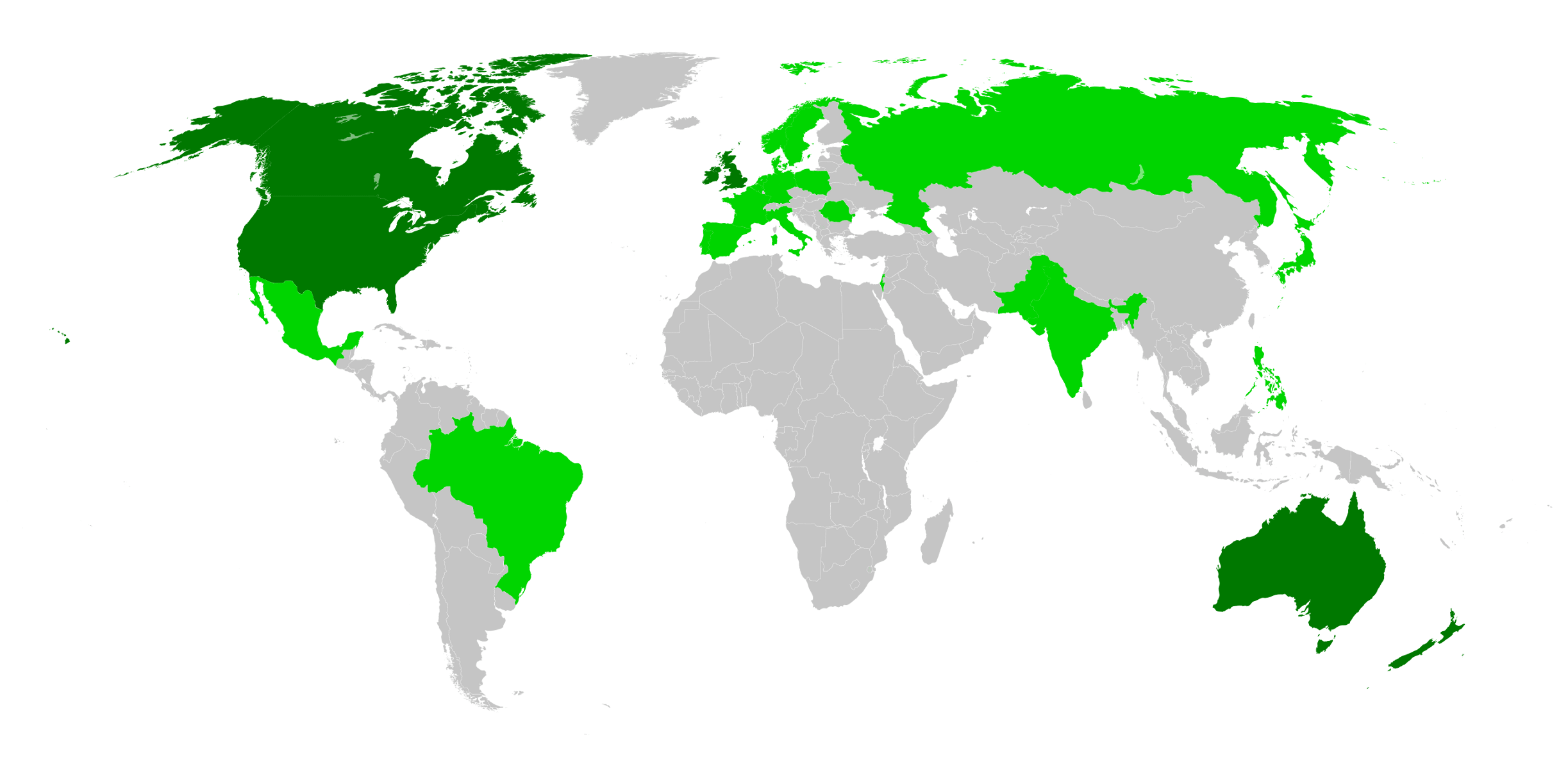
Những quốc gia chính đóng góp cho Wikipedia tiếng Anh
Các quốc gia nơi Wikipedia tiếng Anh phổ biến nhất.